# Sankt Gallenkappel
Sankt Gallenkappel (ufficialmente St. Gallenkappel, toponimo tedesco) è una frazione di 1 170 abitanti del comune svizzero di Eschenbach, nel Canton San Gallo (distretto di See-Gaster).

## Geografia fisica
Il territorio di Sankt Gallenkappel si estende a sudovest del passo del Ricken, sul pendio tra la pianura della Linth e il monte Tweralpspitz (1 332 m s.l.m.).

## Storia

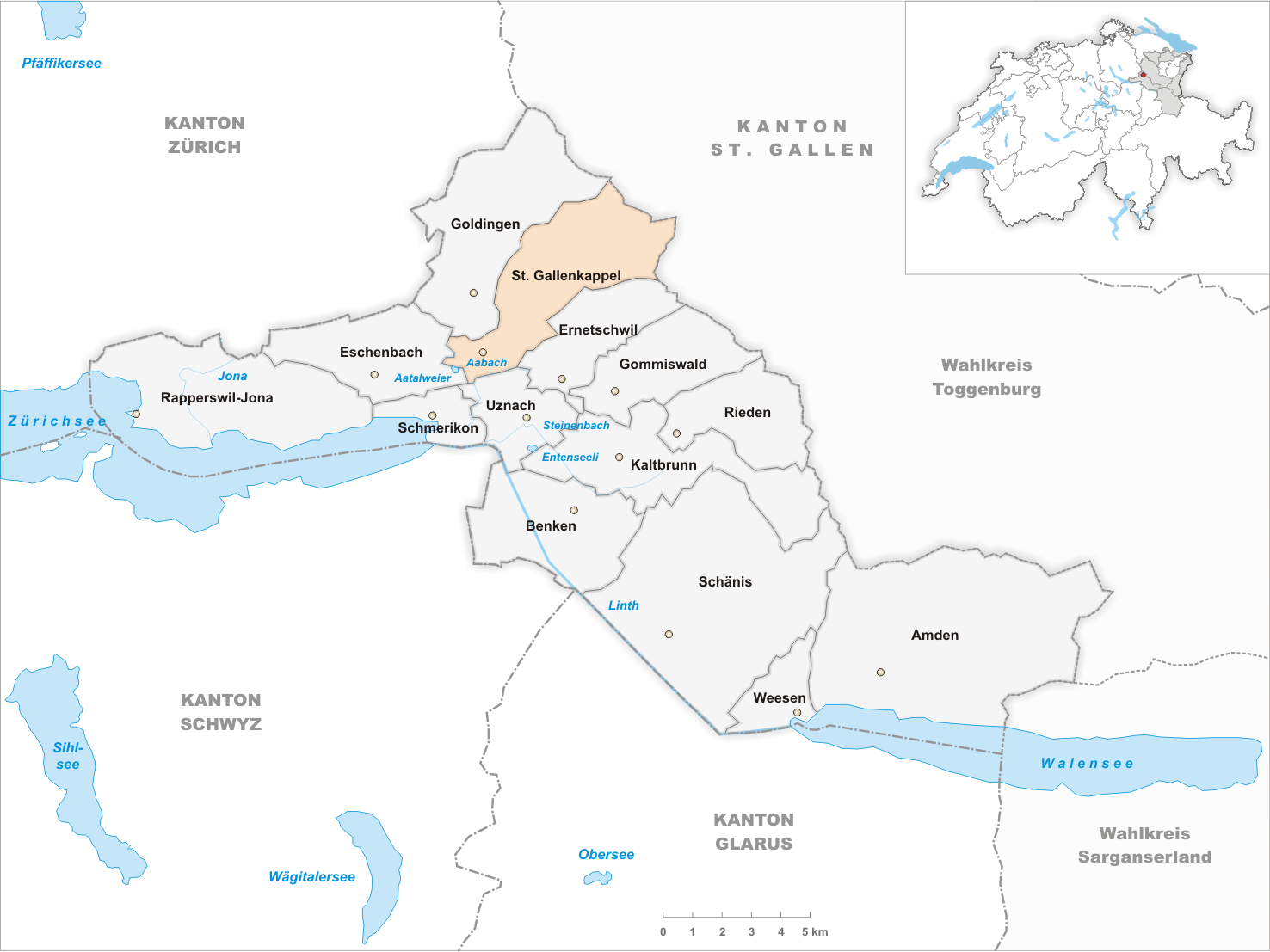
Il territorio di Sankt Gallenkappel prima degli accorpamenti comunali del 2013

Già comune politico istituito nel 1803, che si estendeva per 19,46 km² e che comprendeva anche le frazioni di Bezikon, Rüeterswil e Walde, il 1º gennaio 2013 è stato accorpato a quello di Eschenbach assieme all'altro comune soppresso di Goldingen.

## Monumenti e luoghi d'interesse
- Chiesa parrocchiale cattolica dei Santi Lorenzo e Gallo, eretta nel IX secolo e ricostruita nel 1754-1764 in stile rococò[1] da Jakob Grubenmann, con affreschi di Joseph Ignaz Weiss[senza fonte].

## Società

### Evoluzione demografica
L'evoluzione demografica è riportata nella seguente tabella:
Abitanti censiti

## Economia

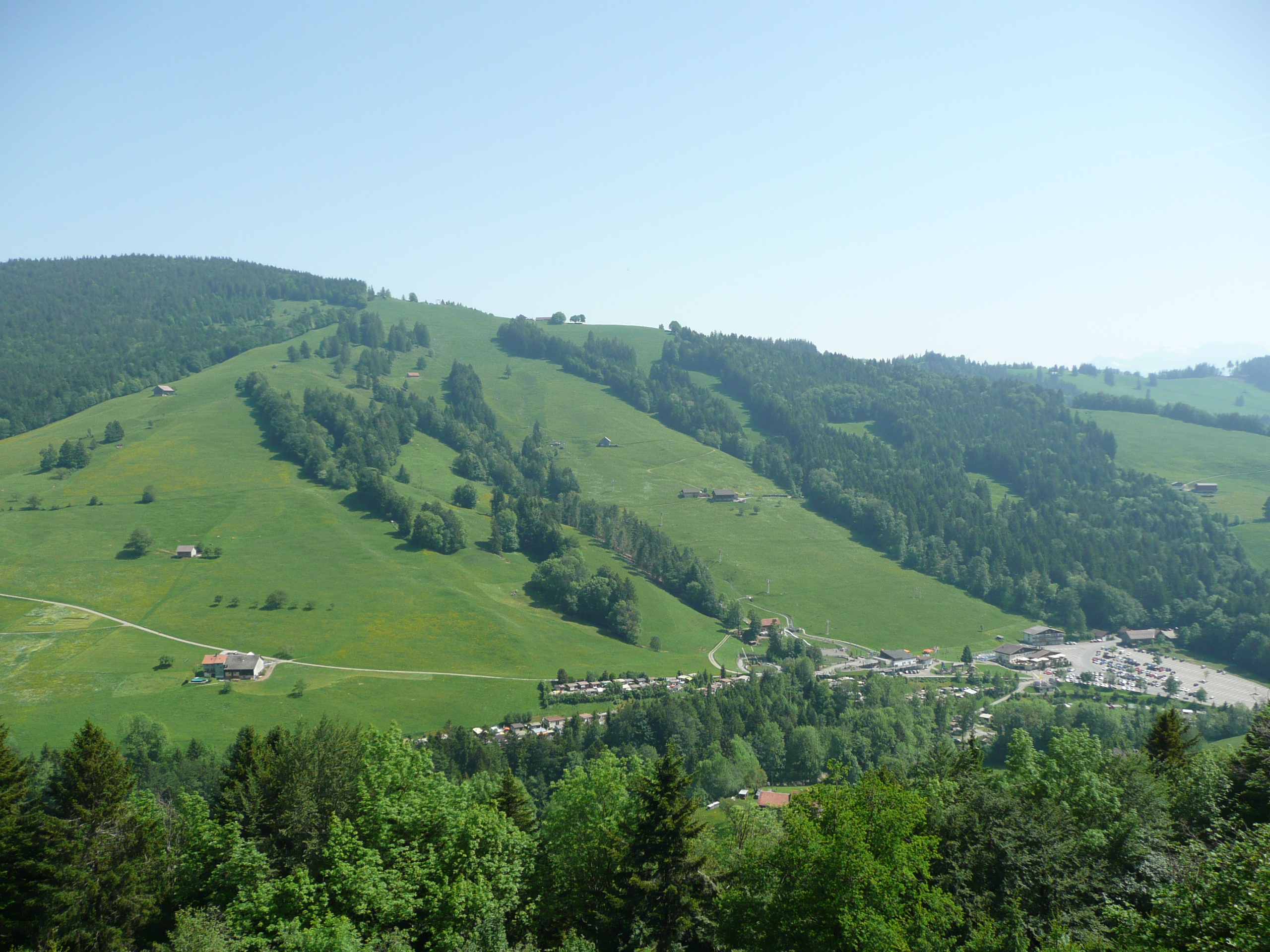
Atzmännig

L'economia locale si basa prevalentemente sul turismo (stazione sciistica di Atzmännig, raggiungibile da Goldingen) e sul pendolarismo in uscita.

## Infrastrutture e trasporti
Sankt Gallenkappel è servito dalla strada principale 8.